# Donji Andrijevci
Donji Andrijevci su općina u Hrvatskoj. Nalazi se u Brodsko-posavskoj županiji.

## Geografski položaj
Donji Andrijevci nalaze se u istočnoj Hrvatskoj. Spadaju pod Brodsko-posavsku županiju. Smješteni su u dolini rijeke Biđ, uz važne cestovne i željezničke pravce prema gradu Zagrebu.

## Stanovništvo
Stanovništvo je popisano 1837. kada Andrijevci imaju 1382 stanovnika. Dvadeset godina kasnije Andrijevci imaju 1428 stanovnika kao i 1921. godine.
Broj stanovnika naglo se počeo povećavati 1953. kada je u Andrijevcima 2787 stanovnika.
Po popisu stanovništva iz 2001. godine, općina Donji Andrijevci imala je 4393 stanovnika, raspoređenih u 4 naselja:
- Donji Andrijevci – 2973
- Novo Topolje – 217
- Sredanci – 378
- Staro Topolje – 825

### Nacionalni sastav, 2001.
- Hrvati – 4193 (95,45 %)
- Srbi – 123 (2,80 %)
- Rusini – 11 (0,25 %)
- Albanci – 6 (0,14 %)
- Mađari – 2
- Bošnjaci – 1
- Česi – 1
- Makedonci – 1
- Romi – 1
- Ukrajinci – 1
- ostali – 2
- neopredijeljeni – 27 (0,61 %)
- nepoznato – 24 (0,55 %)

| broj stanovnika | 2339  | 2512  | 2390  | 2665  | 2761  | 2815  | 2723  | 3729  | 4171  | 4338  | 4688  | 4582  | 4335  | 4180  | 4393  | 3709  | 3059  |
|                 | 1857. | 1869. | 1880. | 1890. | 1900. | 1910. | 1921. | 1931. | 1948. | 1953. | 1961. | 1971. | 1981. | 1991. | 2001. | 2011. | 2021. |

| broj stanovnika | 1428  | 1435  | 1320  | 1410  | 1458  | 1407  | 1427  | 2228  | 2606  | 2647  | 2912  | 2898  | 2757  | 2787  | 2973  | 2496  | 2097  |
|                 | 1857. | 1869. | 1880. | 1890. | 1900. | 1910. | 1921. | 1931. | 1948. | 1953. | 1961. | 1971. | 1981. | 1991. | 2001. | 2011. | 2021. |

## Povijest
Andrijevci se u povijesnim spisima prvi put spominju 1428. g. kao Androwcz, zatim 1474. kao Andrewcz i 1702. g. kao Andrejovczy. Selo je do osnutka župe 1790. g. pripadalo Levanjskoj Varoši i župi Dragotin. Kod župe Dragotin važno je spomenuti drevno svetište tj. crkvu. Ta crkva je, prema narodnoj predaji sagrađena ciglom iz Andrijevaca. Svaka cigla prešla je iz ruke u ruku, kroz red koji je bio dugačak od Andrijevaca pa sve do Dragotina.To nam govori o odanosti Andrijevačkog stanovništva prema župi Dragotin.
Za vrijeme vladavine Marije Terezije (1757.) koja je prema pričama prolazila Andrijevcima u velikoj povorci, kuće su se morale graditi uz cestu. Cesta je bila napravljena od drveta i od kamena. Dӧnhoff grof Franjo Ludvig napravio je plan u kojem je određeno gdje koja kuća treba stajati i koliko mora imati prostorija. Prema nekim spisima spominje se selo Markovac s crkvom Sv. Marka. Selo se pružalo između Perkovaca i Andrijevaca u pravcu željezničke pruge. Prvi stanovnici Andrijevaca bili su iseljenici sela Markovac. Selo Markovac potpuno je uništeno za vrijeme Turskih pohoda prema Beču (između 1680. i 1683.).

## Gospodarstvo
Veliki dio stanovništva se bavi poljoprivredom (poljoprivredna gospodarstva i sl.)Od najznačajnijih nositelja gospodarstva danas mogu se izdvojiti: PAN – papirna industrija, TDA tiskara i knjižara,Tapetarija Franjić, Stolarija Lilić, Stolarija Crndić i dr. U selu ima i nekoliko pekara, trgovina, mesnica, nekoliko cvjećarnica i ugostiteljskih objekata. 
Nakon prvog svjetskog rata 1919. godine u Donjim Andrijevcima njemački i švicarski Židovi osnivaju tvornicu za preradu drveta. Tvornica je bila odvojena  od ostatka sela. Živjela je zasebno. Bila je na području koje danas nazivamo Kolonija. U toj tvornici radilo je malo Andrijevčana (andrijevačkih Šokaca). Pretežito su radili doseljenici: Ličani, Mađari i Njemici, te stanovnici drugih okolnih sela: Trnavčani, Garčinci…. Oni su na posao u Donje Andrijevce išli pješke zbog prevelikih cijena karata za vlakove.U ulicama Trnavačkoj, Kolodvorskoj, Braće Radića(Krnjaš) sve do crkve i oko tvornice bili su postavljeni stupovi s rasvjetom. Postavljeni su kako bi radnici mogli vidjeti put do tvornice. To govori o brizi čelnih ljudi tvornice prema svojim zaposlenicima. Izvor nam govori da su andrijevački Šokci stupove gađali kuburama zato što su bili ljubomorni na moć vlasnika tvornice. Tvornica je s ostatkom svijeta bila povezana s uskotračnom prugom koja je išla sve do Đurđenovca. Glavni nadzornik i projektant uskotračne pruge bio je Deneš Stjepan. Pruga je služila za izvoz hrastovine do Đurđenovca i Andrijevaca.
Tvornica je radila na pogon parnog stroja.Tvornica je radila do 2. svjetskog rata. Nakon završetka rata tvornicu je zatvorio komunistički poredak. Dijelovi parnog stroja i neki drugi dijelovi odvezeni su u Slavonski Brod.

## Poznate osobe
- Gabrijel Bukatko, križevački vladika i beogradski nadbiskup
- Josip Markovac, hrvatski matematičar
- Marijan Markovac, hrvatski etnograf

## Spomenici i znamenitosti
Blagdan Uzašašća Gospodinova u Hrvatskoj tradicijskoj kulturnoj baštini karakteriziraju spasovski ophodi, zvani križarice. Križarski proljetni ophodi ostatak su nekadašnjih spasovskih procesija koje je Katolička Crkva s vremenom napustila. Križarice čini skupina djevojčica (10 ili 15), dječak koji nosi križ, nekoliko dječaka koji sakupljaju darove – prosjaci. Križarice su išle po selu dva puta godišnje i to na Krstovu nedjelju (prva nedjelja prije Spasova) i na Spasovo. Prvi je išao dječak koji je nosio križ nakičen cvijećem, a iza njega su išle križarice dvije po dvije. Ulaze samo u dvorišta čije su kapije otvorene. U dvorištu se uhvate za ruke u kolo i koračaju u ritmu u lijevu stranu. U sredini kola stoji dječak koji drži križ i podiže ga kada se pjeva „ Križ se odiže“. Nakon završenog obreda prosjaci dobivaju darove, a onda svi pjevajući izlaze iz dvorišta te idu dalje selom. Prvo je s križaricama išao gajdaš koji im je svirao kola, ali ga vrlo brzo zamjenjuju grupe tamburaša. Križarice su oblačile najljepše ruho odraslih djevojaka. Oblačile su svilene suknje, oplečak izvezen zlatom, ćošak sa zlatom ili svileni čošak, a na vratu i prsima su imali po nekoliko struka malih i velikih dukata. Glava je počešljana i uređena kao kod odraslih djevojaka i nakićena najljepšim cvijećem. Poslije ophoda u kući glave križarice, njezina majka priprema večeru. Večera se pripravlja od darova koje su sakupili prosjaci. Dok se večera priprema, križarice odlaze svojim kućma i presvlače se u svagdanje ruho. Polije toga se vračaju na večeru, a iza večere igraju razne igre. Ako gajdaš, tj. tamburaši ostanu na večeri znali su nakon objeda zasvirati pa su se križarice zajedno s prosjacima okušale u igranju šokačkog kola.

## Obrazovanje

### OŠ Viktor Car Emin
Za vrijeme Turaka, a i kasnije za vrijeme vojne krajine, škole nije bilo. Prve škole u brodskoj pukovniji bile su škole u Garčinu, Velikoj Kopanici i Šamcu. Školu u Garčinu polazili su i neki Andrijevčani: Luka Županić, Josip Kovačić, Ivan Markovac i Ilija Krajišić. Točna godina kada je u Andrijevcima osnovan škola ne zna se. Škola u Andrijevcima prvi put se spominje 1776. Tada je učitelj možda bio Andrija Khol koji je kasnije premješten u Vrpolje. 1780. godine spominje se nastavnik Brandel. Učitelj Andrija Glavačević spominje se 1782. kao najstroži učitelj. Četiri godine kasnije (1. 10. 1786.) kao učitelj se spominje Vinko Czerdnich (Crndić). On je radio do 1787. kada je premješten u Sikerevce i tada Škola prestaje s radom sve do 1830. 
Tada škola počinje ponovno raditi. Općina je iznajmila jednu praznu kuću u kojoj se održavala nastava. Preko puta župskoga stana 1833. počinje se zidati nova škola od drveta i blata. Kasnije je određeno da se kapetanov stan preuredi u novu školu te da se nadozidaju stan za učitelja i učiteljicu te još koja učionica. Škola je bila dovršena 1878. 
Prvi učitelj u školi bio je Luka Županić. Bio je rodom iz Andrijevaca. Oženio je Katu Markovac i imao petero djece: Mandu, Karla, Marka, Janju i Mariju. Završio sve škole potrebne za učitelja i pedagoški tečaj. Bio je vrlo marljiv pa je bio pohvaljen od pukovnije. Drugi učitelj bio je Antun Kolarević nazvan je „Slavonac“ zato što nije znao ni pjevati ni svirati. Poslije njega učitelj je bio Marko Đaković koji nije završio ni učiteljski tečaj. Pero Kovačević bio je učitelj rodom iz Čajkovaca. Ženio se dvaput. Kasnije premješten u Retkovce. Nakon njega na službu učitelja dolazi Julije Bartory. Njega su zvali Julis. Bio je rodom iz Petrovaradina. Završio je tromjesečni tečaj za učitelja. Nakon službe u Andrijevcima postao je ravnatelj u Ivankovu. Franjo Čordašić bio je iz Čajkovaca. Nosio se vojnički. Gabro Markovac bio je Andrijevčanin iz kuće „Gabrine“.
Polazio dva učiteljska tečaja u Petrinji.
Kada je on bio učitelj (1874.) osnovana je prva djevojačka škola. Od tada su djevojčice polazile posebnu školu odvojenu od dječaka.
Iza učitelja Kovačića redaju se redom : Ivan Lukić, Vjekoslav Pletikapić, Milan Pl. Kricivoj, Antun Županić (unuk Luke Županića), Tomo Filajdić, Juraj Tomčić, Matija Gjerkeš…
Prva učiteljica u djevojačkoj školi bila je Marija Duralija. Rodom iz Oštroca u Žumberku. Učiteljica je postala 1. listopada 1874. Kada je oboljela i nije više mogla obavljati službu učiteljice, na njeno mjesto dolazi Josipa Ditrich. Nakon što je Duralija umirovljena Josipa Ditrich je premještena u Stare Perkovce, a na njeno mjesto dolazi Katica Mitrović. Udala se za Andrijevčanina pa je bila premještena u Slavonski Brod. Iza nje se redaju Marija Lang, Mara Martinović, Andrijevčanka Anka Vukašinović, Zora Bek, Nada Šimonja… 
Sve do 28. kolovoza 1951. godine u Donjim Andrijevcima bila je pučka škola (od 1. – 4. razreda). Tada se na inicijativu stanovnika sela i tadašnjeg ravnatelja Stjepana Perčevića, u Donjim Andrijevcima otvara građanska škola (od 5. – 8.razreda).
U školskoj godini 1951. – 1952. upisana su 3 peta razreda, a sljedećih godina su upisivani šesti, sedmi i osmi razred.
Oko 9:30 sati, 13. travnja 1964. godine, snažan potres, magnitude 5,6 prema Richteru s epicentrom u Dilj gori, zahvatio je područje Slavonije, napose okolicu Slavonskog Broda. U tom potresu stradala je i školska zgrada u Donjm Andrijevcima koja više nije mogla poslužiti održavanju nastave. Nastava je idućih godina održavana u prostorijama općine. Uz veliku pomoć stanovnika Istre, mještana sela i mjesne zajednice izgrađena je nova školska zgrada s 11 učionica, radionicom, 3 kabineta i zbornicom. Uz veliku zahvalnost stovnicima Istre za pomoć u izgradnji nove zgrade, svi su se jednoglasno složili da nova škola nosi naziv istarskog književnika i publicista – Viktora Cara Emina.
U školskoj godini 1968. – 1969. Školu je pohađalo 1050 učenika, što je i maksimalan broj učenika u jednoj školskoj godini u povijesti Škole u D. Andrijevcima.

Od tada do danas, učenici naše Škole ostvarili su velike rezultate na natjecanjima. Treba izdvojiti 1. mjesta na republičkim, odnosno državnim prvenstvima u matematici, fizici, kemiji, informatici i prometu, sudjelovanje na državnim i regionalnim natjecanjima u stolnom tenisu, nogometu, šahu, povijesti, goeografiji, tehničkoj kulturi te mnogobrojna priznanja i nagrade.
Do 1990. godine OŠ „Viktor Car Emin je imala 7 područnih škola. Tada je izgrađena nova mreža Škola te su područne škole Kupina, Novi Grad, Svilaj, Prnjavor pripale OŠ „Stjepan Radić“ u Oprisavcima, a preostale tri područne škole u Divoševcima, Sredancima i Starom Topolju i dalje se nalaze u sastavu naše Škole. 
Za vrijeme rata u školskoj godini 1991. – 1992. nastava se odvijala u privatnim kućama, a učitelji su dolazili 1 ili 2 puta tjedno davajući učenicima upute za samostalan rad i rad s roditeljima. Bilo je to jedno od najtežih razdoblja kojega se prisjećaju mnogi stanovnici sela. Za to vrijeme u školi su umjesto učenika boravili vojnici. Djeca tog vremena imala su drugačije zamisli i mnogo manje stvari su ih činile sretnima, najsretniji su bili kada su se mogli mirno igrati na ulicama ili igralištu bez da moraju bježati u zaklon, jer se često mogao čuti zvuk sirena koje su označavale opću ili zračnu opasnost. Početkom 90-ih godina u našem selu bilo je zbrinuto puno izbjeglica i prognanika, posebno iz Bosne, Istočne Slavonije i Baranje. Jedan dio njih se po završetku rata vratio u svoj zavičaj, drugi dio je otišao u inozemstvo, a treći dio i danas živi u selu.
Već krajem 70-ih i početka 80-ih godina prošlog stoljeća raspravljalo se o izgradnji školske dvorane u Donjim Andrijevcima. Nakon što je velika većina okolnih Škola dobila to i prije, stigao je red i našu školu. Naime, 2008. godine, Ministrastvo mora, prometa i regionalnog razvoja u suradnji s Brodsko-posavskom županijom i Općinom Donji Andrijevci realiziralo je projekt po kojem je naša Škola doživjela velike promjene. Škola je proširena, a uz nju je napravljena i dvorana koja ima kapacitet od 300 sjedećih mjesta i zadovoljava sve standarde današnje gradnje. Službeno otvorenje bilo je 20. siječnja 2010. godine kada je održano snimanje emisije „Lijepom našom“.
Danas Školu pohađa 288 učenika, od toga je 140 učenik razredne nastave (83 ih je u matičnoj školi dok su ostali u područnim školama) i 148 učenika predmetne nastave (od toga je 59 učenika putnika).
Škola radi u jednoj smjeni (od školske godine 2011./2012.), dok se izborna nastava za 7. i 8. razrede odvija poslijepodne. Uz to poslije nastave se odvijaju dodatna i dopunska nastava te mnogobrojne izvannastavne aktivnosti.
Od 1. listopada 2012. godine učenicima koji pohađaju nastavu u matičnoj školi omogućeno je hranjenje u školskoj kuhinji, što je velika većina sa zadovoljstvom prihvatila. Ukupan broj učenika koji se hrani u školskoj kuhinji iznosi 170 učenika, što je preko 74% učenika matične škole.
Uz trud i napor svih zaposlenika, zalaganja svih učenika i pomoć roditelja možemo pomoći učenicima u njihovom odrastanju, obrazovanju, stjecanju ideja i kreativnosti koje će im biti od koristi kada postanu samostalni ljudi.
Ravnatelj: Mirta Degmečić

## Kultura

### Kulturno umjetničko društvo Tomislav
Kulturno – umjetničko društvo Tomislav osnovano je 1939. godine kao ogranak Seljačke sloge, tada jedine kulturno-prosvjetne organizacije, koja se zalagala za očuvanje i obnavljanje starinske seljačke baštine.
Nakon Drugog svjetskog rata ogranak je prerastao u kulturno i povijesno društvo koje je između ostalog nastupilo i na Glavnoj smotri narodne pjesme i plesa Hrvatske u Puli 1952. godine
Niz godina andrijevačko se društvo isticalo svojim aktivnostima i smatralo najboljim društvom na području općine Slavonski Brod. Od 1963. g. do 1967. g. u Andrijevcima su se održavale općinske smotre folklora, koje su začetak današnjeg Brodskog kola, najstarije smotre izvornog folklora u Hrvatskoj.
KUD Tomislav član je i udruge Družina, čuvara tradicije hrvatskih obiteljskih zadruga koja je član Međunarodne unije folklornih skupina IGF.Danas se ovo društvo smatra najboljim u Brodsko-posavskoj županiji, a stručnjaci kažu i šire.Svojim nastupima dočarava pjesmu, ples i življenje svog kraja.Snimili su brojne radio i TV emisije od kojih možemo izdvojiti Žetva u Slavoniji koja je nagrađena brojnim nagradama. Snimili su i vlastiti nosač zvuka s crkvenim pučkim pjesmama i s pučkim pjevanjem općenito.
KUD Tomislav danas je organizator državne smotre svirača na tamburi samici, pod nazivom: 
Oj, samice, drvo javorovo, ko te sviro nikad ne bolovo 
Kroz ovu smotru koja traje već desetu godinu prošlo je gotovo stotinu svirača na tamburi samici, i mnogobrojne folklorne i pjevačke skupine iz svih dijelova Hrvatske.
U svom radu i djelovanju ima izvrsne pjevačke skupine (mušku i žensku), koje izričito njeguju pučko narodno pjevanje, a isto tako njeguju i pučko crkveno pjevanje. Obje grupe su sudjelovale na brojnim značajnim manifestacijama crkvenog pučkog pjevanja i pučkog pjevanja uopće. Umjetnički voditelj folklorne skupine je Ivan Meteš. U sklopu KUD-a djeluje i dječja folklorna skupina čiji je voditelj Matej Vinarić.Predsjednik KUD-a je Krešimir Vučković. Tamburaški sastav po svojoj kvaliteti nadmašuje klasične tamburaške sastave lokalnih KUD-ova. U svom sastavu imaju i pratnju tradicijskih glazbala (gajdaša, nekoliko samičara, frulaša i svirača na dvojnicama). KUD intenzivno radi na očuvanju, nabavi, izradi i rekonstrukciji nošnji. KUD redovito nastupa na smotrama Brodskoga kola, Đakovačkim vezovima, Vinkovačkim jesenima, a može se pohvaliti i s nastupima u inozemstvu (Italija, Francuska, Rumunjska, Turska…)

## Šport
U općini djeluju tri nogometna kluba.
- NK Tomislav Donji Andrijevci
- NK Omladinac Staro Topolje
- Športsko društvo Šokadija Sredanci

### Nogometni klub Tomislav
Prvi nogometni klub u Donjim Andrijevcima osnovan je 1922. godine pod nazivom NK Olimpija. To je bio ujedno i početak igranja nogometa u Andrijevcima. Klub je osnovala grupa gimnazijalaca uz pomoć naprednih radnika bivše drvne industrije Našička. Prvi predsjednik kluba bio je Ivan Seletković, a klub je registriran u travnju 1925.
Prvi igrači u klubu bili su:Ivan Seletković, Gabrijel Bukatko, Đuka Nađ, Đuka Rugle, Tona Rugle, Iva Vragolović, Ivan Bogetić, Vili Ažman, Tonča Rišavi, Mišo Gregić, Mile Drenovac, Mato Damjančić, Mato Kvesić, Janika Kamenicki, Ivo Šerić, Lovro Pokrivka, Derviš, Zadravec, Hasan.
Klub je od svog osnutka do danas mijenjao imena. Prvo ime kluba bilo je NKOlimpija. Od 1929. naziva se NK Cibalija, dok 1931. Mijenja ime u NK Slavonac. Osam godina kasnije klub dobiva ime NK Radnički .nakon drugog svjetskog rat klub se zove NK Budućnost. Od 1995. godine u spomen tragično preminulog Tomislava Buhača klub nosi ime NK Tomislav, a 2006. god promijenio klub mijenja ime u NK „Pan. U razdoblju od 1948. – 1950. klub je igrao u Slavonskoj ligi s nekim od najvećih klubova u Slavoniji. Jedan od najvećih uspjeha kluba je pobjeda kluba protiv NK Partizan iz Beograda.
Ne smijemo zaboraviti 2003./04. kada je klub pobijedio u KUP-u ŽNS Brodsko-posavske županije. Jedan od većih uspjeha je igranje u 1/16 Hrvatskog nogometnog kupa protiv NK Varteks Varaždin. Trenutno djeluje pod imenom "Tomislav-PAN" i natječe se u 1. ŽNL BPŽ.
Od osnutka do danas kroz klub je prošlo nekoliko tisuća igrača. Kako su se mijenjali igrači mijenjali su se i treneri. Neki bivših trenera u klubu su: Deneš Stjepan, Mirko Vidaković, Predrag Samardžić, Tihomir Drobina, Ilija Aračić, Mato Petrak, Irfan Islami, Mata Kelić...
Igrališta su bila na više lokacija. Prvo je bilo izvan sela podno jedne šumice, a zvalo se Ledenika. Od 1935. godine do 1941. godine igralište se nalazilo na Sajmištu. Prije drugog svjetskog rata zemljište gdje se danas nalazi igralište pripadalo je Virkesu (Nijemcu) koji to zemljište daruje Miki Jurišiću. Nakon rata (1948.) Mika Jurišić zemljište daje klubu za izgradnju igrališta koje se i danas nalazi na tom mjestu.

## Vanjske poveznice
- Općina Donji Andrijevci
- OŠ "Viktor Car Emin"  Arhivirana inačica izvorne stranice od 2. travnja 2015. (Wayback Machine)
- KUD"Tomislav"
- Molitvenici  Arhivirana inačica izvorne stranice od 7. travnja 2015. (Wayback Machine)